# Вали-ду-Анари

Вали-ду-Анари на карте штата.

Вали-ду-Анари (порт. Vale do Anari)  —  муниципалитет в Бразилии, входит в штат Рондония. Составная часть мезорегиона Восток штата Рондония. Входит в экономико-статистический  микрорегион Арикемис. Население составляет 9 384 человека на 2010 год. Занимает площадь 3 135,11 км². Плотность населения — 2,99 чел./км².

## Демография
Согласно сведениям, собранным в ходе переписи 2010 г. Национальным институтом географии и статистики (IBGE), население муниципалитета составляет:
| Полное население                               | Полное население                               | Полное население                               | Полное население                               | 9 384 |
| ---------------------------------------------- | ---------------------------------------------- | ---------------------------------------------- | ---------------------------------------------- | ----- |
| в том числе:                                   | Городское население                            | 3 192                                          | Процент городского населения, %                | 34,02 |
|                                                | Сельское население                             | 6 192                                          | Процент сельского населения, %                 | 65,98 |
|                                                | Мужское население                              | 4 979                                          | Процент мужского населения, %                  | 53,06 |
|                                                | Женское население                              | 4 405                                          | Процент женского населения, %                  | 46,94 |
| Плотность населения, чел/км²                   | Плотность населения, чел/км²                   | Плотность населения, чел/км²                   | Плотность населения, чел/км²                   | 2,99  |
| Население муниципалитета в % к населению штата | Население муниципалитета в % к населению штата | Население муниципалитета в % к населению штата | Население муниципалитета в % к населению штата | 0,60  |

По данным оценки 2015 года население муниципалитета составляет 10 843 жителя.

## Важнейшие населенные пункты
| № | Населённый пункт | Населённый пункт (порт.) | Категория | Население чел. (2010) | На карте                       |
| - | ---------------- | ------------------------ | --------- | --------------------- | ------------------------------ |
| 1 | Вали-ду-Анари    | Vale do Anari            | город     | 3192                  | 9°51′33″ ю. ш. 62°10′31″ з. д. |